# 공진회 (소설집)
《공진회》(共進會)는 안국선의 단편소설집이다. 1915년 출판되었다. <기생>, <인럭거군>, <시골노인 이야기>라는 세 편의 단편 소설이 수록되어 있다. 그러나 작품 말미에 붙인 글에 경무총장의 명령으로 <탐정순사>와 <외국인의 화(話)>라는 두 편의 작품이 삭제되었음을 밝히고 있다. 한국 최초의 근대적 단편소설집이다.

## 제목
서문에서, 작자는 당시 열렸던 물산 공진회에 비유하여 설명함으로써 소설의 오락성에 대한 인식을 드러낸다.

## 내용

### 기생
1914년 제1차 세계대전이 시작될 무렵을 배경으로, 진주, 서울 및 중국 칭다오(靑島), 일본 도쿄 등의 무대에서 한 기생이 온갖 유혹과 환난을 물리치고 어렸을 때의 친구인 유만이와 결합하기까지의 과정을 그린 애정소설이다.

### 인력거군
1910년대, 서울 거리에서 날품팔이 하는 인력거꾼을 주인공으로 하여 서민층의 생활단면을 그리고, 그의 과도한 음주를 징계하기 위해서 그의 아내가 짜낸 지혜외 근면, 절약하는 삶의 자세를 부각한 작품이다.

### 시골노인 이야기
동학운동 직후의 강원도 철원과 서울을 무대로 하여, 의병봉기 및 진압 등 난리를 겪는 우여곡절 속에서 지난날에 혼인 약정이 되어 있는 남녀 주인공의 애정 성취를 그린 작품이다. 특히 단편소설 양식으로 액자구조를 보여주고 있다.

## 같이 보기
- 안국선